# 锡奇尼亚诺-德利阿尔布尔尼
锡奇尼亚诺-德利阿尔布尔尼（義大利語：Sicignano degli Alburni），是意大利萨莱诺省的一个市镇。总面积80.57平方公里，人口3317人，人口密度41.2人/平方公里（2009年）。ISTAT代码为065143。